# 촌부리 FC
촌부리 FC(태국어: ชลบุรี เอฟซี, 영어: Chonburi FC)는 1997년에 창단된 촌부리 주의 촌부리를 연고로 하는 태국의 축구 클럽이다. 현재는 타이 리그 1에 참가하고 있다.

## 성적

### 태국 국내 대회
- 타이 프리미어리그: 우승 1회 (2007), 준우승 2회 (2008, 2009)
- 태국 프로리그: 우승 1회 (2005), 준우승 1회 (2002)
- 꼬르 로얄컵: 우승 2회 (2008, 2009)
- 태국 FA컵: 우승 1회 (2010)

### 국제 대회
- 싱가포르 컵: 준우승 1회 (2006)

## 선수 명단

### 현역
참고: FIFA 자격 규정에 따라 소속된 국가대표팀 국기를 표시합니다. 선수는 복수의 FIFA 비회원국 국적을 가지고 있을 수 있습니다.
| 번호 | 포지션 | 국적   | 이름            |
| ---- | ------ | ------ | --------------- |
| 14   | DF     | 필리핀 | 타비나스 제퍼슨 |

| 번호 | 포지션 | 국적 | 이름 |
| ---- | ------ | ---- | ---- |

## 역대 감독
| 감독                            | 임기        |
| ------------------------------- | ----------- |
| 끼앗띠삭 세나므앙               | 2008 ~ 2009 |
| 데구라모리 마코토               | 2023        |
| 신타위차이 하타이라타나쿨(임시) | 2024 ~      |